# Turmhügel Höflas
Der Turmhügel Höflas befindet sich in der Flur „am nassen Schlag“ in der Wüstung Höfles, 2200 m südlich der Oberpfälzer Stadt Schnaittenbach im Landkreis Amberg-Sulzbach von Bayern. Der Turmhügel (Motte) ist in der Bayerischen Denkmalliste als Bodendenkmal mit der Nummer D-3-6438-0020 aufgeführt. Geschichtliche Nachrichten sind nicht erhalten.